# Osina (powiat lubelski)
Osina – wieś w Polsce położona w województwie lubelskim, w powiecie lubelskim, w gminie Borzechów.
W latach 1975–1998 miejscowość położona była w województwie lubelskim.
Nazwa miejscowości pochodzi od nazwy drzewa topola osika (Populus tremula). Osina położona jest w południowo-wschodniej części gminy.
Wieś stanowi sołectwo gminy Borzechów.
Wierni Kościoła rzymskokatolickiego należą do parafii Najświętszego Serca Jezusowego w Kłodnicy Dolnej.